# Il Corriere di Tunisi
Il Corriere di Tunisi est un bimensuel italophone tunisien fondé par la famille Finzi et publié par leur société. C'est le seul journal en italien encore édité en Tunisie, en Afrique du Nord et dans le monde arabe.

## Histoire
Le journal est lancé en 1869 à l'initiative de Giuseppe Finzi (1815-1886), proche de l'exilé politique juif, mazziniste, carbonaro et livournais, Giulio Finzi, fondateur en 1829 de l'imprimerie Finzi à Tunis.
Il est interdit pendant le protectorat français (1881-1956) puis relancé en 1956 par un groupe composé de Giuseppe et Elia Finzi, Giulio Baresi, Nullo Pasotti et Augusto Bindi : le premier numéro du Corriere di Tunisi date du 3 février 1956 même si sa distribution ne commence qu'en mars. La communauté italienne compte alors près de 85 000 personnes et le besoin d'avoir un journal qui représente ses intérêts se fait sentir. Au début, la périodicité du journal est hebdomadaire. Il affirme la nécessité pour la communauté de rester dans la Tunisie nouvellement indépendante et défend ses droits avant, dans les années 1980, de s'intéresser à la culture et aux phénomènes migratoires. S'adressant aux Italiens de Tunisie et aux Italiens en général, il continue de paraître et ce malgré le départ d'une grande partie de la communauté et de difficultés économiques. Il voit sa périodicité passée d'hebdomadaire à bimensuelle en l'absence de publicité ou d'aide du gouvernement italien et il n'est disponible que par abonnement en raison des coûts de distribution.
Giuseppe Finzi, directeur de la publication, est remplacé en 1963 par son fils Elia qui dirige le journal jusqu'à sa mort le 16 septembre 2012. C'est la fille d'Elia, Silvia Finzi, qui lui succède.
En mars 2005, le journal se dote d'un site web géré depuis l'Italie.

## Équipe
La rédaction est composée de deux journalistes, les rubriques étant alimentées par des collaborateurs externes.